# Lyda Green
Lyda Green (Livingston, Texas, 16 de octubre de 1938- Soldotna, 19 de diciembre de 2023) fue una educadora, empresaria y política estadounidense.

## Biografía
Estudió en la Universidad Estatal Sam Houston graduándose en una licenciatura en Educación Empresarial.
En 1994, Lyda fue elegida para el Senado de Alaska, por el Partido Republicano  en representación del área metropolitana de Wasilla Palmer, donde sirvió durante catorce años.

### Vida privada
En 1961, contrajo matrimonio con Curtis Glen Green Jr. en la Ciudad de México, fue madre de tres hijos: Bradley, Kristie y Shelton.
Green falleció el 19 de diciembre de 2023 a los 85 años, en un hospital de Soldotna, Alaska.